# Барканешти (Њамц)
Барканешти (рум. Bărcăneşti) насеље је у Румунији у округу Њамц. Oпштина се налази на надморској висини од 259 m.

## Становништво
Према подацима из 2002. године у насељу је живело 657 становника, од којих су сви румунске националности.